# لوطس أرجواني
لوطس أرجواني (الاسم العلمي:Lotus purpureus) هي نوع نباتي يتبع جنس اللوطس من فصيلة البقولية.